# Fear, and Loathing in Las Vegas
Fear, and Loathing in Las Vegas ist eine 2008 gegründete Trancecore-Band aus Kobe, Präfektur Hyōgo, Japan.

## Geschichte
Gegründet wurde Fear, and Loathing in Las Vegas im Jahr 2008 in Kobe, Präfektur Hyōgo, als Musiker der inzwischen aufgelösten Gruppen Ending for a Start und Blank Time beschlossen eine neue Band zu gründen. So bestand die erste offizielle Besetzung der Gruppe aus Keisuke Minami, Sxun, Taiki, Tomonori und MaShu, ehe mit So Takeda ein sechstes Mitglied zur Band stieß. Zwischenzeitlich verließen Bassist MaShu und Gitarrist Sxun die Gruppe. MaShu wurde durch Kei ersetzt, welcher bis zu seinem Tod durch Herzinsuffizienz im Jahr 2019 als Bassist in der Band aktiv war.
Die Gruppe veröffentlichte 2008 mit My Dear Lady, Will You Dance with Me Tonight? und Scorching Epochal Sensation zwei Demos, ehe die Gruppe von VAP unter Vertrag genommen wurde und zwei Jahre später mit ~Entering the New World~ eine EP sowie mit Dance & Scream das Debütalbum herausbrachten. Es folgten weitere EPs, Alben und mehrere Singles, die teilweise Notierungen in den japanischen Musikcharts erreichen konnten. Manche Lieder wurden als Musik für Videospiele und Animeserien wie Hunter × Hunter, Mobile Suit Gundam, Gakuen Basara, Grappler Baki, Parasyte – The Maxim und Pro Evolution Soccer 2012 verwendet. Der britische Profiwrestler Neville, der in Japan als Pac am Dragon Gate teilnahm, nutzte ebenfalls ein Lied der Gruppe als Einmarschmusik.
Die Konzerte der Band fanden bis heute hauptsächlich in Japan statt. Dort spielte die Gruppe zwei Mal auf dem Ozzfest, sowie Konzerte mit Crystal Lake, Babymetal und Fall Out Boy. Bisher spielte die Gruppe lediglich vereinzelte Konzerte in Südkorea, Taiwan und Frankreich.

## Stil
Die Musik von Fear, and Loathing in Las Vegas kann im Großen und Ganzen als Trancecore umschrieben werden, bei der tanzbare Trancebeats auf hartem Metalsound trifft. Die Liedtexte sind größtenteils in englischer Sprache gehalten.

## Diskografie

### Alben
| Jahr | Titel Musiklabel                                | Höchstplatzierung, Gesamtwochen, AuszeichnungChartsChartplatzierungen (Jahr, Titel, Musiklabel, Platzierungen, Wochen, Auszeichnungen, Anmerkungen) | Anmerkungen                              |
| Jahr | Titel Musiklabel                                | JP | Anmerkungen                              |
| ---- | ----------------------------------------------- | --- | ---------------------------------------- |
| 2010 | Dance & Scream VAP                              | — | Erstveröffentlichung: 24. November 2010  |
| 2012 | All That We Have Now VAP                        | JP4 (61 Wo.)JP | Erstveröffentlichung: 8. August 2012     |
| 2014 | Phase 2 VAP                                     | JP4 (51 Wo.)JP | Erstveröffentlichung: 6. August 2014     |
| 2015 | Feeling of Unity VAP                            | JP2 (18 Wo.)JP | Erstveröffentlichung: 30. September 2015 |
| 2017 | New Sunrise Warner Music Japan                  | JP5 (18 Wo.)JP | Erstveröffentlichung: 25. Oktober 2017   |
| 2019 | Hypertoughness Warner Music Japan               | JP10 (10 Wo.)JP | Erstveröffentlichung: 4. Dezember 2019   |
| 2022 | Cocoon for the Golden Future Warner Music Japan | JP13 (4 Wo.)JP | Erstveröffentlichung: 26. Oktober 2022   |

### EPs
| Jahr | Titel Musiklabel             | Höchstplatzierung, Gesamtwochen, AuszeichnungChartsChartplatzierungen (Jahr, Titel, Musiklabel, Platzierungen, Wochen, Auszeichnungen, Anmerkungen) | Anmerkungen                            |
| Jahr | Titel Musiklabel             | JP | Anmerkungen                            |
| ---- | ---------------------------- | --- | -------------------------------------- |
| 2010 | ~Entering the New World~ VAP | — | Erstveröffentlichung: 16. Februar 2010 |
| 2011 | Nextreme VAP                 | JP8 (72 Wo.)JP | Erstveröffentlichung: 13. Juli 2011    |
| 2014 | Rave Up Tonight VAP          | JP3 (8 Wo.)JP | Erstveröffentlichung: 25. Januar 2014  |

### Singles
| Jahr | Titel Album                                                 | Höchstplatzierung, Gesamtwochen, AuszeichnungChartsChartplatzierungen (Jahr, Titel, Album, Platzierungen, Wochen, Auszeichnungen, Anmerkungen) | Anmerkungen                                                |
| Jahr | Titel Album                                                 | JP | Anmerkungen                                                |
| ---- | ----------------------------------------------------------- | --- | ---------------------------------------------------------- |
| 2009 | Burn the Disco Floor with Your 2-Step!! Dance & Scream      | — |                                                            |
| 2010 | Evolution ~Entering the New World~ ~Entering the New World~ | — | Einmarschmusik von Pac während seiner Zeit bei Dragon Gate |
| 2010 | Take Me Out!! / Twilight Dance & Scream                     | — |                                                            |
| 2012 | Just Awake All That We Have Now                             | JP8 (5 Wo.)JP | Abspann Hunter × Hunter                                    |
| 2014 | Rave-up Tonight Phase 2                                     | JP3 (8 Wo.)JP | Titelmusik Mobile Suit Gundam VS. Maxi Boost               |
| 2015 | Let Me Hear Feeling of Unity                                | JP3 (19 Wo.)JP | Vorspann Parasyte – The Maxim                              |
| 2015 | Starburst Feeling of Unity                                  | JP6 (13 Wo.)JP |                                                            |
| 2017 | Shine New Sunrise                                           | JP7 (7 Wo.)JP |                                                            |
| 2017 | Return to Zero New Sunrise                                  | — |                                                            |
| 2018 | Greedy                                                      | JP10 (10 Wo.)JP |                                                            |
| 2018 | The Gong of Knockout Hypertoughness                         | — | Vorspann Grappler Baki                                     |
| 2018 | Be Affected –                                               | — | Abspann Gakuen Basara; feat. Takanori Nishikawa            |
| 2019 | The Stronger, the Further You’ll Be Hypertoughness          | — |                                                            |
| 2019 | Massive Core Hypertoughness                                 | — |                                                            |
| 2020 | Shape of Trust Cocoon for the Golden Future                 | — |                                                            |
| 2021 | Evolve Forward in Hazard Cocoon for the Golden Future       | — |                                                            |
| 2021 | One Shot, One Mind Cocoon for the Golden Future             | — |                                                            |
| 2022 | Repaint Cocoon for the Golden Future                        | — |                                                            |
| 2022 | Tear Down Cocoon for the Golden Future                      | — |                                                            |
| 2022 | Get Back the Hope Cocoon for the Golden Future              | — |                                                            |
| 2023 | Dive in Your Faith –                                        | — |                                                            |
| 2024 | Fist for the New Era –                                      | — |                                                            |
| 2025 | Song of Steelers –                                          | — |                                                            |

### Videoalben
| Jahr | Titel Musiklabel                                   | Höchstplatzierung, Gesamtwochen, AuszeichnungChartsChartplatzierungen (Jahr, Titel, Musiklabel, Platzierungen, Wochen, Auszeichnungen, Anmerkungen) | Anmerkungen                             |
| Jahr | Titel Musiklabel                                   | JP | Anmerkungen                             |
| ---- | -------------------------------------------------- | --- | --------------------------------------- |
| 2013 | The Animals in Screen VAP                          | JP13 (7 Wo.)JP | Erstveröffentlichung: 26. Juni 2013     |
| 2016 | The Animals in Screen II VAP                       | JP12 (5 Wo.)JP | Erstveröffentlichung: 27. April 2016    |
| 2019 | The Animals in Screen III Warner Music Japan       | JP7 (5 Wo.)JP | Erstveröffentlichung: 16. Januar 2019   |
| 2021 | The Animals in Screen Bootleg 1 Warner Music Japan | JP13 (2 Wo.)JP | Erstveröffentlichung: 7. Juli 2021      |
| 2021 | The Animals in Screen Bootleg 2 Warner Music Japan | JP6 (2 Wo.)JP | Erstveröffentlichung: 1. September 2021 |
| 2023 | The Animals in Screen Ultra Bootleg Getting Better | — | Erstveröffentlichung: 28. Juni 2023     |
| 2024 | The Animals in Screen IV Getting Better            | JP10 (2 Wo.)JP | Erstveröffentlichung: 19. Juni 2024     |

### Demos
- 2008: My Dear Lady, Will You Dance with Me Tonight?
- 2008: Scorching Epochal Sensation